# Kanumarathon-Europameisterschaften 2011
Die 9. Kanumarathon-Europameisterschaften fanden vom 23. bis 24. Juli 2011 im französischen Saint-Jean-de-Losne statt. Der austragende Verband war die ECA.
Es wurden vier Wettbewerbe für Männer und zwei Wettbewerbe für Frauen ausgetragen.

## Medaillengewinner

### Herren

#### Canadier
Distanz jeweils 25,8 km
| Disziplin | Gold                              | Zeit      | Silber                          | Zeit      | Bronze                                 | Zeit      |
| --------- | --------------------------------- | --------- | ------------------------------- | --------- | -------------------------------------- | --------- |
| C1        | Portugal Nuno Barros              | 2:07:26 h | Deutschland Matthias Ebhardt    | 2:07:47 h | Kroatien Nikica Ljubek                 | 2:11:09 h |
| C2        | Spanien Marton Köver Attila Györe | 1:58:21 h | Spanien Óscar Graña Ramón Ferro | 1:58:55 h | Polen Mateusz Kamiński Bartosz Pławski | 2:01:43 h |

#### Kajak
Distanz jeweils 30,1 km
| Disziplin | Gold                                  | Zeit      | Silber                                 | Zeit      | Bronze                             | Zeit      |
| --------- | ------------------------------------- | --------- | -------------------------------------- | --------- | ---------------------------------- | --------- |
| K1        | Portugal José Ramalho                 | 2:11:38 h | Spanien Manuel Busto                   | 2:11:43 h | Ungarn Milan Noe                   | 2:12:59 h |
| K2        | Frankreich Edwin Lucas Romain Marcaud | 2:04:55 h | Spanien Walter Bouzan Álvaro Fernández | 2:04:57 h | Tschechien Tomáš Ježek Petr Jambor | 2:05:14 h |

### Damen

#### Kajak
Distanz jeweils 25,8 km
| Disziplin | Gold                                   | Zeit      | Silber                                     | Zeit      | Bronze                           | Zeit      |
| --------- | -------------------------------------- | --------- | ------------------------------------------ | --------- | -------------------------------- | --------- |
| K1        | Italien Anna Alberti                   | 2:06:17 h | Dänemark Birgit Pontoppidan                | 2:06:18 h | Ungarn Krisztina Bedocs          | 2:06:38 h |
| K2        | Ungarn Krisztina Bedocs Alexandra Bara | 1:59:02 h | Frankreich Gwendoline Morel Inès Devraines | 1:59:03 h | Spanien Maria Perez Naiara Gomez | 1:59:27 h |

## Medaillenspiegel
| Rang   | Nation      | Gold | Silber | Bronze | Gesamt |
| ------ | ----------- | ---- | ------ | ------ | ------ |
| 1      | Ungarn      | 2    | 0      | 2      | 4      |
| 2      | Portugal    | 2    | 0      | 0      | 2      |
| 3      | Frankreich  | 1    | 1      | 0      | 2      |
| 4      | Italien     | 1    | 0      | 0      | 1      |
| 5      | Spanien     | 0    | 3      | 1      | 4      |
| 6      | Deutschland | 0    | 1      | 0      | 1      |
| 6      | Dänemark    | 0    | 1      | 0      | 1      |
| 8      | Kroatien    | 0    | 0      | 1      | 1      |
| 8      | Polen       | 0    | 0      | 1      | 1      |
| 8      | Tschechien  | 0    | 0      | 1      | 1      |
| Gesamt | Gesamt      | 6    | 6      | 6      | 18     |